# Sveriges Bostadsrättsbildare
Sveriges Bostadsrättsbildare (SBB) är en svensk branschorganisation för företag som arbetar med bostadsrättsombildningar. SBB bildades 2010  av elva aktörer inom fastighetsrådgivning och bostadsrättsbildning.
De företag som är medlemmar 2010 i SBB ombildade 2009 sammanlagt 10 300 lägenheter med ett underliggande fastighetsvärde på 12,6 miljarder kronor. SBB medlemsföretag representerar cirka 80% av Stockholmsmarknaden och 50% av Sverigemarknaden. 

## Mål
- att främja en sund verksamhet inom bostadsrättsbildningsområdet
- att verka för utveckling av bostadsrättsbildningsmetoder och främja den praktiska tillämpningen av dessa
- att medverka till utbildning inom bostadsrättsbildningsområdet
- att utveckla en rättrådig och yrkesskicklig yrkeskår inom bostadsrättsbildningsområdet